# Maison Abercrombie
La maison Abercrombie est un manoir construit en 1870 à Bathurst, en Nouvelle-Galles du Sud, par la famille Stewart. La maison est classée comme monument historique par le gouvernement australien. De ce fait, elle est inscrit au registre national des monuments d'Australie. La demeure est également inscrite au registre du patrimoine de la Nouvelle-Galles du Sud. Il s'agit essentiellement d'un exemple parfait d'architecture victorienne de style néo-Renaissance. 
La maison Abercrombie est principalement construite en granite avec des blocs de grès sur les encadrements de fenêtres. Elle se déploie sur deux étages avec un toit mansardé. La caractéristique unique du bâtiment est son éventail de formes curvilignes et de pignons à parapets surmontés de fleurons en fer. Le terrain et la manoir de 50 acres appartiennent actuellement aux descendants de Rex Henry Morgan. Depuis l'acquisition de la maison en 1969, la famille Morgan a effectué d'importantes restaurations. Toujours habitée, une partie de la maison Abercrombie est ouverte au public et peut être visitée.